# Енн Бенкрофт
Анна Марія Луїза Італіяно, відома як Енн Бенкрофт (англ. Anne Bancroft; 17 вересня 1931 — 6 червня 2005) — американська акторка, режисерка, авторка сценаріїв та співачка. Лауреатка премій «Оскар», двох премій «Золотий глобус», двох премій «Тоні» та двох «Еммі». Пов'язана з методикою акторської школи Лі Страсберга, де вирізнялась універсальністю акторської гри. Одна з небагатьох акторок, які отримали провідні нагороди за ролі в кіно («Оскар» і «Золотий глобус»), театрі («Тоні») та на телебаченні («Еммі»). За внесок у кіномистецтво удостоєна зірки на Голлівудській алеї слави.

## Ранні роки
Народилася в Бронксі, Нью-Йорк, у родині італійських емігрантів: телефонного оператора Майкла Італіяно (1906—2001) та швачки Мілдред ді Наполі (1908—2010). Енн спершу отримала католицьке виховання та закінчила середню школу в Бронксі в 1948 році, а потім навчалася в Американській академії драматичного мистецтва та в Акторській студії Лі Страсберга в Нью-Йорку.

## Кар'єра
Початок акторської кар'єри Анни Італіяно у Голлівуді не був блискучим: вона покинула Голлівуд через погану якість ролей і повернулася до Нью-Йорку. У 1952 році акторка підписала контракт з компанією «20th Century Fox» і стала зніматися на телебаченні під псевдонімом Анна Марно. Та для кіно такий псевдонім був дуже специфічним, і кіностудія запропонувала їй на вибір кілька псевдонімів і вона вибрала Бенкрофт.
Її дебютним фільмом став кінофільм «Не треба стукати». Після кількох ролей у фільмах категорії «Б» молода акторка в 1958 році отримує на Бродвеї свою першу премію Тоні за виставу «Двоє на гойдалці», де зіграла з Генрі Фондою. По цьо́му були сценічна та кіноверсія «Створи чудо», і «Оскар» за найкращу жіночу роль. У 1962 році вона успішно виступила на Бродвеї в постановці «Матінка Кураж та її діти» за п'єсою Бертольта Брехта.
У 1961 році на репетиції вар'єте-шоу Перрі Комо Бенкрофт познайомилася з режисером і продюсером Мелом Бруксом, з яким через три роки одружилася. У 1972 році народила сина Максиміліана, що став письменником і сценаристом.
Другу номінацію премії Американської кіноакадемії Енн Бенкрофт отримала в 1965 році; згодом вона ще чотири рази номінувалася на престижну нагороду американської Академії кіномистецтва.
У 1967 році Енн Бенкрофт виконала одну з найвідоміших своїх кіноролей — місіс Робінсон в драмі Майка Ніколса «Випускник». Це був фільм, що став ключовим для 1960-х, свою першу велику роль тут зіграв Дастін Гоффман. Бенкрофт втілила подругу матері наївного випускника коледжу, яка методично домагається любові ровесника власної дочки. Про цю роботу Бенкрофт у кількох інтерв'ю говорила, що роль затьмарила всі її інші роботи. Роль принесла їй премію «Золотий глобус», а також номінації на «Оскар» і «BAFTA». Проте, характерним образом Бенкрофт стає роль «літньої жінки», хоча Бенкрофт була всього на 6 років старша за Гоффмана.

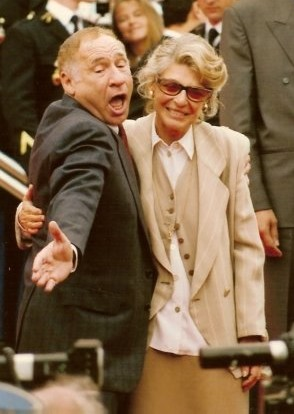
Мел Брукс та Енн Бенкрофт (1991)

У 1980 році Енн Бенкрофт дебютувала як режисерка і сценаристка у фільмі «Товстун» з Домом Делуїзом у головній ролі. У 1981 році затверджена на роль Джоан Кроуфорд у фільмі «Мамочко, дорога», але після кількох годин зйомок відмовилась від зйомок і була замінена Фей Данавей. Бенкрофт також відмовилася від ролі Аврори Грінвей у фільмі «Мова ніжності» (1983), який отримав п'ять премій «Оскар». Причиною стала гра в кінокартині «Бути чи не бути», де продюсером був її чоловік.
Енн Бенкрофт також зіграла у фільмах чоловіка, Мела Брукса, «Людина-слон» (1980) і «Черінг Кросс Роуд, 84» (1986), «Німе кіно» (1976) і «Дракула, мертвий і задоволений цим» (1995). У той же час вона періодично з'являлася на телебаченні, де за телефільм «Енні: Жінки в житті чоловіка» удостоїлася премії «Еммі», ставши однією з небагатьох акторок, які отримали провідні нагороди за ролі в кіно («Оскар» і «Золотий глобус»), театрі («Тоні») і телебаченні («Еммі»).

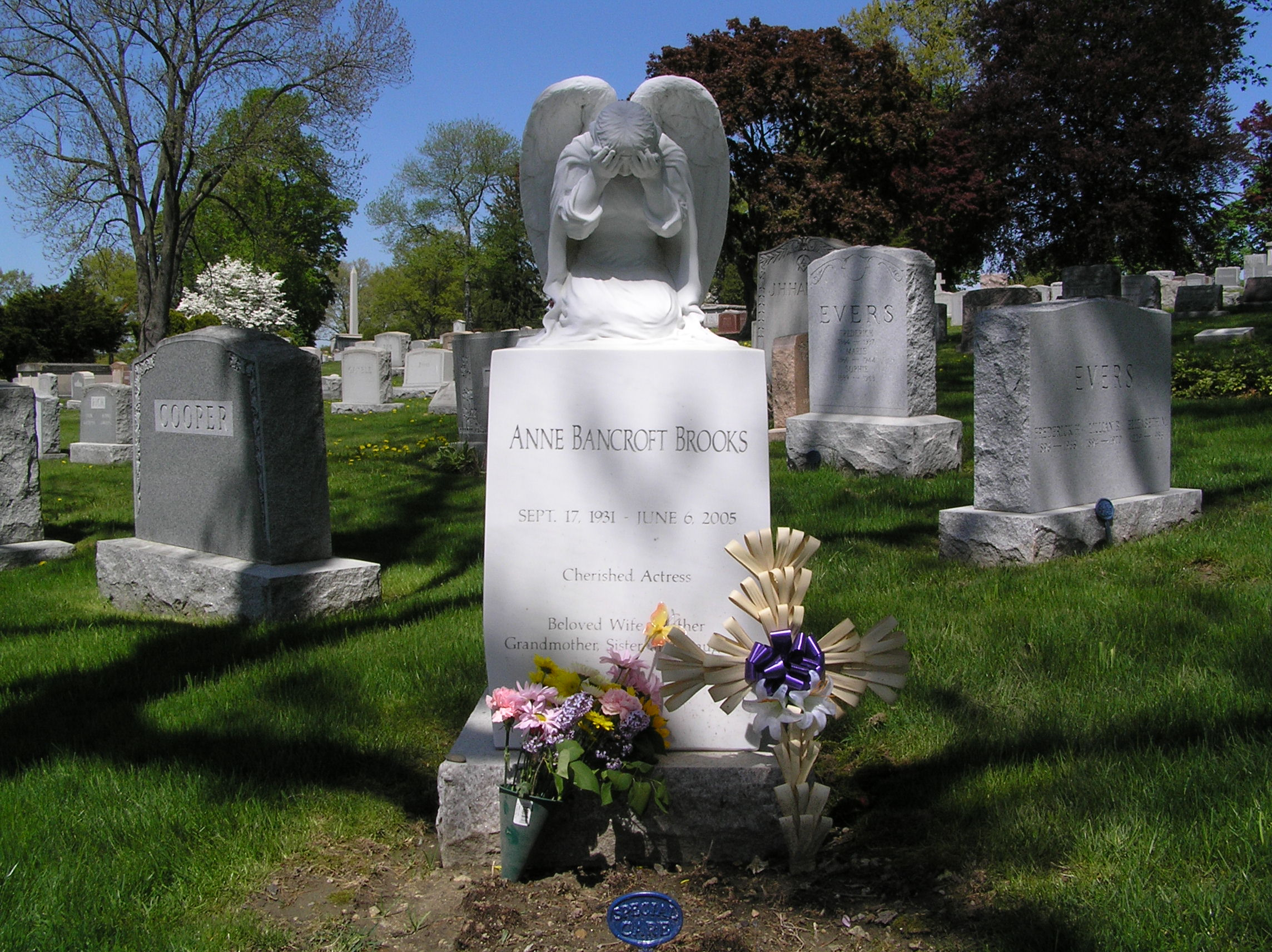
Могила Енн Бенкрофт

Енн Бенкрофт померла 6 червня 2005 від раку матки в одному з госпіталів Нью-Йорка у віці 73 років. Її смерть стала несподіванкою навіть для багатьох її друзів, оскільки вони не підозрювали, що вона смертельно хвора. Похована на цвинтарі в селі Валгалла в штаті Нью-Йорк поруч з батьком.

## Фільмографія
| Рік  |    | Українська назва                                     | Оригінальна назва                         | Роль                        |
| ---- | -- | ---------------------------------------------------- | ----------------------------------------- | --------------------------- |
| 1952 | ф  | Можна входити без стуку                              | Don't Bother to Knock                     | Лін Леслі                   |
| 1954 | ф  | Деметрій і гладіатори                                | Demetrius and the Gladiators              | Паула                       |
| 1957 | ф  | Сумерки                                              | Nightfall                                 | Мері Гарднер                |
| 1957 | ф  | Неспокійна порода                                    | The Restless Breed                        | Анжеліта                    |
| 1962 | ф  | Та, що створила диво                                 | The Miracle Worker                        | Енні Салліван               |
| 1964 | ф  | Пожирач гарбузів                                     | The Pumpkin Eater                         | Джо Эрмітаж                 |
| 1965 | ф  | Тонка нитка                                          | The Slender Thread                        | Інга Дайсон                 |
| 1966 | ф  | 7 Жінок                                              | 7 Women                                   | Доктор Картрайт             |
| 1967 | ф  | Випускник                                            | The Graduate                              | місіс Робінсон              |
| 1972 | ф  | Молодий Вінстон                                      | Young Winston                             | леді Дженні Черчілль        |
| 1975 | ф  | В'язень Другої авеню                                 | The Prisoner of Second Avenue             | Една Едісон                 |
| 1976 | ф  | Німе кіно                                            | Silent Movie                              | Енн Бенкрофт                |
| 1976 | ф  | Помада                                               | Lipstick                                  | Карла Бонді                 |
| 1976 | ф  | Ісус із Назарета                                     | Jesus of Nazareth                         | Марія Магдалина             |
| 1977 | ф  | Поворотний пункт                                     | The Turning Point                         | Емма Джеклін                |
| 1980 | ф  | Людина-слон                                          | The Elephant Man                          | місіс Кендаль               |
| 1983 | ф  | Бути чи не бути                                      | To Be or Not to Be                        | Анна Бронскі                |
| 1984 | ф  | Гарбо розповідає                                     | Garbo Talks                               | Естелль Рольф               |
| 1986 | ф  | Черінг Кросс Роуд, 84                                | 84 Charing Cross Road                     | Гелен Ганф                  |
| 1988 | ф  | Сентиментальна пісня                                 | Torch Song Trilogy                        | мати Арнольда               |
| 1991 | ф  | Прогулянка по Бродвею                                | Broadway Bound                            | Кейт Джером                 |
| 1992 | ф  | Любовний напій № 9                                   | Love Potion No. 9                         | мадам Рут                   |
| 1992 | ф  | Медовий місяць у Лас-Вегасі                          | Honeymoon in Vegas                        | Бі Сінджер                  |
| 1993 | ф  | Повернення немає                                     | Point of No Return                        | Аманда                      |
| 1993 | ф  | Здатна на все                                        | Malice                                    | місіс Кеннсінджер           |
| 1993 | ф  | Містер Джонс                                         | Mr. Jones                                 | доктор Катаріна Холанд      |
| 1994 | ф  | Найстаріша з живих вдова конфедератів розповідає все | Oldest Living Confederate Widow Tells All | Люсі Марсден                |
| 1995 | ф  | Дракула: Мертвий і задоволений цим                   | Dracula: Dead and Loving It               | мадам Успенська             |
| 1995 | ф  | Клаптикова ковдра                                    | How to Make an American Quilt             | Гледі Джо Клірі             |
| 1995 | ф  | Додому на свята                                      | Home for the Holidays                     | Адель Ларсон                |
| 1997 | ф  | Солдат Джейн                                         | G.I. Jane                                 | Лілліан ДеХевен             |
| 1998 | ф  | Великі сподівання                                    | Great Expectations                        | місс Нора Дінсмур           |
| 1998 | мф | Мураха Антц                                          | Antz                                      | королева (голос)            |
| 2000 | ф  | Зберігаючи віру                                      | Keeping the Faith                         | Рут Шарм                    |
| 2001 | ф  | Сердцеїдки                                           | Heartbreakers                             | Глорія, Барбара             |
| 2003 | ф  | Римська весна місіс Стоун                            | The Roman Spring of Mrs. Stone            | Італійська графиня          |
| 2008 | мф | Дельго                                               | Delgo                                     | Імператриця Седесса (голос) |